# Sociedad Cooperativa Tosepan Titaniske
La Sociedad Cooperativa Tosepan Titaniske es un movimiento cooperativo indígena de las comunidades de la Sierra Nororiental de Puebla.
Las áreas de trabajo de la Sociedad Cooperativa Tosepan Titaniske incluyen la producción de café orgánico, pimienta gorda, miel melipona, proyectos comunitarios como la Caja de Ahorros Tosepantomin, turismo y hospedaje.
La Tosepan cuenta con más de 40 mil socios de 32 comunidades nahuas y tutunakus de la Sierra Norte de Puebla, estructuradas en 9 cooperativas encaminadas en lograr la “vida buena” de los socios y sus familias.

## Historia
Desde antes de 1977 la Sierra Nororiental de Puebla, y otras regiones indígenas de México no eran tomadas en cuenta por las políticas gubernamentales, los niveles de marginación en dichas regiones eran muy altos.
Se encarecían los alimentos básicos, había intermediarios de las cosechas quienes cobraban intereses excesivos, lo que provocó que unas cuantas familias de comerciantes acumularan la mayor parte de la riqueza.
Dichas condiciones hicieron que se iniciara un Movimiento Organizativo Indígena que en 1980 se consolidó como la Sociedad Cooperativa Agropecuaria Regional “Tosepan Titataniske”, la "Tosepan" buscaba una solución al encarecimiento de los alimentos ya que en era la demanda más sentida por toda la población.
En 1993 la "Tosepan" formó un grupo de promotores comunitarios cuya tarea fue brindar asistencia técnica a los productores de la región, se buscaba la mejora de las condiciones de vida, la diversificación de cultivos y mejorar la productividad del cultivo del café.
En 1998 se constituye la Caja Solidaria "Tosepantomin" y se pone en marcha el Programa de Desarrollo de la Mujer.
Actualmente esta cooperativa agrupa a los productores orgánicos, al grupo de mieleros de la abeja pisilnekmej. Así mismo opera el vivero de plantas ubicado en la comunidad de Xiloxochico en Cuetzalan.